# Zentralverband der deutschen Werbewirtschaft

Logo im Juni 2020

Der Zentralverband der deutschen Werbewirtschaft ZAW e. V. (ZAW) ist der Spitzenverband der Werbewirtschaft in Deutschland in der Rechtsform eines eingetragenen Vereins mit Sitz in Berlin.

## Geschichte

Ehemaliges Logo

Der Verband wurde 1949 unter dem Namen Zentralausschuss der deutschen Werbewirtschaft gegründet.
1972 gründete der Verband den Deutschen Werberat, der als Kontrollgremium über gewerbliche Werbekampagnen in Deutschland wachen soll.

## Mitglieder
Der Verband hat 44 Mitgliedsorganisationen, die meisten davon Verbände. Diese stammen aus den Bereichen:
- Werbung treibende Wirtschaft,
- Werbeberufe und Markt- und Sozialforschung,
- Werbedurchführende und Werbemittelhersteller sowie
- Werbeagenturen und -mittlungen.

## Aufgaben
Der Verband vertritt die Werbewirtschaft in allen grundsätzlichen Positionen nach außen und arbeitet an der Formulierung der gemeinsamen Politik und den Interessenausgleich aller am Werbegeschäft Beteiligten. Dieses wird durch die Gremien des ZAW wahrgenommen.
Die Interessenvertretung erfolgt in erster Linie in Form von Meinungsäußerungen und Stellungnahmen gegenüber Legislative und Exekutive:
- Bundestag, Bundesrat und Bundesregierung,
- Landesparlamente und Landesregierungen
- Kommunen sowie
- Institutionen der Europäischen Union.

Die ZAW-Außenpolitik gegenüber Gesetzgebung und Regierungen vertritt die Meinung, dass Deutschland das weltweit strengste Werberecht hat. Dazu gehören etwa das Gesetz gegen den unlauteren Wettbewerb (UWG) mit seinen Verboten unlauterer oder irreführender Werbung sowie das Lebensmittel- und Bedarfsgegenständegesetz mit Regelungen für Lebensmittel, Tabakwaren und Kosmetika sowie das Heilmittelwerbegesetz. Versuchen, die Werbung einzuschränken und zu reglementieren, tritt der Zentralverband entgegen.